# Leghæmoglobin
Leghæmoglobin eller legoglobin (ordet er sammensat af leg (fra leguminosae, et ældre navn for bælgplanter) + hæmoglobin (navnet på blodets røde farvestof)) er et transportstof for kvælstof eller ilt. Det findes i rodknoldene hos bælgplanter, som producerer det, når rødderne bliver inficeret med kvælstoffikserende bakterier, Rhizobia. Inde i rodknolden indgår det i symbiosen mellem plante og bakterie, og rødder, som ikke er inficeret, producerer intet leghæmoglobin.
Leghæmoglobin ligner hæmoglobin meget nøje, både kemisk og strukturmæssigt, og ligesom hæmoglobin er stoffet rødt. Man har antaget, at stoffet blev produceret af plante og bakterie i fællesskab, sådan at hovedstrukturen i molekylet blev dannet af planten, mens hæmdelen (et jernatom, som er bundet i en porfyrinring) blev skabt af bakterien. Nyere undersøgelser viser dog, at hæmdelen også bliver dannet af planten.